# アーラ
アーラ（イタリア語: Ala）は、イタリア共和国トレンティーノ＝アルト・アディジェ州トレント自治県にある、人口約8,800人の基礎自治体（コムーネ）。
トレント自治県最南部に位置する。南チロル（トレント県）がオーストリア＝ハンガリー帝国領であった第一次世界大戦までは、この町はイタリア王国との国境の要衝であった。

## 名称
標準イタリア語以外では以下の名称を持つ。
- トレント方言: Ala [4]
- ドイツ語: Ahl am Etsch あるいは Halla

## 地理

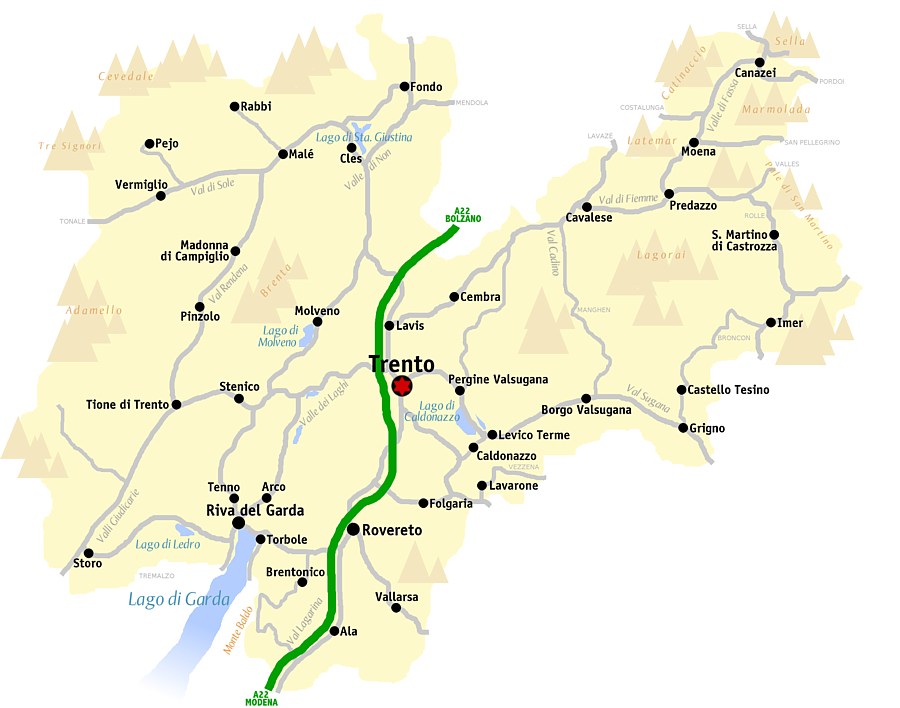
トレント県概略図

### 位置・広がり
トレント自治県南部に位置するコムーネ。ロヴェレートから南へ14km、県都トレントから南南西へ36km、ヴェローナから北へ36kmの距離にある。
ヴァルボーナ(Valbona)とロンキ谷(Val Ronchi)の出口、アーラ川が流れる所にある。

#### 隣接コムーネ
隣接するコムーネは以下の通り。括弧内のVRはヴェローナ県、VIはヴィチェンツァ県所属を示す。
| - アーヴィオ - ボスコ・キエザヌオーヴァ (VR) - ブレントーニコ - クレスパドーロ (VI) - エルベッツォ (VR) - モーリ - レコアーロ・テルメ (VI) - ロヴェレート - サンタンナ・ダルファエード (VR) - セルヴァ・ディ・プローニョ (VR) - ヴァッラルサ |

## 行政

### Comunita di valle
トレント自治県が設置した広域行政組織 Comunita di valle「ヴァッラガリーナ」 (it:Comunita della Vallagarina)  （事務所所在地: ロヴェレート）に属する。

### 分離集落
アーラには、以下の分離集落（フラツィオーネ）がある。
- Chizzola, Marani, Pilcante, Ronchi, Santa Margherita, Sdruzzinà, Sega di Ala, Serravalle

## 住民

### 言語
| 少数言語話者の割合（2011年） | 少数言語話者の割合（2011年） | 少数言語話者の割合（2011年） | 少数言語話者の割合（2011年） | 少数言語話者の割合（2011年） |
| ---------------------------- | ---------------------------- | ---------------------------- | ---------------------------- | ---------------------------- |
|                              |                              |                              |                              |                              |
| ラディン語                   | ラディン語                   |                              | 0.5%                         | 0.5%                         |
| モケーニ語                   | モケーニ語                   |                              | 0.0%                         | 0.0%                         |
| チンブロ語                   | チンブロ語                   |                              | 0.0%                         | 0.0%                         |

2011年10月9日に行われた国勢調査によれば、41人のラディン語話者がいるが、人口（8906人）に占める割合は小さい。

## 文化・観光
興味深い多くの宮殿、サン・ピエトロ・イン・ボスコ教会の近くにはローマ時代のフレスコ画がある。ナポレオン・ボナパルトや、アンドレアス・ホーファーらがこの街に滞在した。